# American McGee's Grimm
American McGee's Grimm est un jeu vidéo épisodique d'action-aventure édité par Gametap, développé par Spicy Horse et constitué de 24 épisodes venant tout droit de l'imagination du créateur d'American McGee's Alice: American McGee.
American McGee's Alice était une vision sombre et torturée des deux grands classiques littéraires de Lewis Carroll: Alice au Pays des Merveilles et De l'autre côté du miroir.

De la même façon, American McGee's Grimm s'attaque cette fois-ci aux légendaires contes des frères Grimm mais, au lieu de garder une horreur noire et baroque, préfère se baser sur le thème de la parodie, ajoutant un humour cruellement noir.

## Thème
Vous représentez un répugnant et grossier personnage, une sorte de pirate-gnome possédant comme nom le titre même du jeu: Grimm. Vous vous trouvez dans un merveilleux et chatoyant univers, chaud en couleurs et débordant d'une mièvrerie aussi guimauve et indigeste que les gentillets personnages qui le peuplent. Votre but est de le transformer en un véritable enfer chaotique brisant à la fois le déroulement d'un des contes que le héros doit modifier à sa sauce et détruisant ainsi à cœur joie les interminables « Happily Ever After ».

## Galerie épisodique
Le jeu est composé de 3 saisons comportant 8 épisodes chacune. À chaque épisode, l'on retrouve un nouveau conte des frères Grimm à faire tourner au vinaigre. Pour jouer à un épisode, il faut posséder un compte sur Gametap.

### Saison 1
- Épisode 1 : Le Garçon qui apprenait la peur (sorti le 31 juillet 2008) - Nombre de niveaux: 6
- Épisode 2 : Le Petit Chaperon rouge (sorti le 7 août 2008) - Nombre de niveaux: 6
- Épisode 3 : Le Poissonnier et sa femme (sorti le 14 août 2008) - Nombre de niveaux: 6
- Épisode 4 : Le Chat botté (sorti le 21 août 2008) - Nombre de niveaux: 6
- Épisode 5 : La Fille sans mains (sorti le 28 août 2008) - Nombre de niveaux: 7
- Épisode 6 : La Grande Faucheuse (sorti le 4 septembre 2008) - Nombre de niveaux: 7
- Épisode 7 : Le Diable et ses 3 cheveux d'or (sorti le 11 septembre 2008) - Nombre de niveaux: 8
- Épisode 8 : La Belle et la Bête, d'après les versions du conte de Mme de Villeneuve et Mme Leprince de Beaumont (sorti le 18 septembre 2008) - Nombre de niveaux: 9

### Saison 2
- Épisode 1 : Le Voleur professionnel (sorti le 30 octobre 2008) - Nombre de niveaux: 6
- Épisode 2: Le Crâne chanteur (sorti le 6 novembre 2008) - Nombre de niveaux: 6
- Épisode 3 : Le Roi Midas, d'après un mythe grec (sorti le 13 novembre 2008) - Nombre de niveaux: 6
- Épisode 4 : Cendrillon (sorti le 20 novembre 2008) - Nombre de niveaux: 6
- Épisode 5: L'Oie d'or (sorti le 27 novembre 2008) - Nombre de niveaux: 6
- Épisode 6: Iron John (sorti le 4 décembre 2008) - Nombre de niveaux: 6
- Épisode 7: Le Joueur de flûte de Hamelin  (sorti le 11 décembre 2008) - Nombre de niveaux: 6
- Épisode 8 : Un Conte de Noël, d'après Charles Dickens (sorti le 18 décembre 2008) - Nombre de niveaux : 6

### Saison 3
- Épisode 1: Le Roi Grenouille (sorti-st le 12 février 2009) - Nombre de niveaux: 6
- Épisode 2 : Jack et le Haricot magique (sorti le 19 février 2009) - Nombre de niveaux: 6
- Épisode 3 : Mulan (sorti le 26 février 2009) - Nombre de niveaux: 6
- Épisode 4 : Pinocchio (sorti le 5 mars 2009) - Nombre de niveaux: 7
- Épisode 5 : La Belle au bois dormant / Raiponce / Le Nain Tracassin (sorti le 12 mars 2009) - Nombre de niveaux: 8
- Épisode 6 : Les Aventures de Thumbling (sorti le 9 avril 2009)
- Épisode 7 : Blanche Neige  (sorti le 23 avril 2009)